# Закон на Кулон
Законът на Кулон е закон от електростатиката. Той определя силата на взаимодействие между два точкови заряда. Експериментално е бил доказан за първи път през 1773 г. от Хенри Кавендиш, който обаче не публикувал резултата си. През 1785 г. законът е установен повторно от Шарл дьо Кулон. Според закона на Кулон силата на взаимодействие между два точкови заряда е обратнопропорционална на квадрата на разстоянието между тях и правопропорционална на произведението от големината на техните заряди.
{\displaystyle F=k{\frac {q_{1}q_{2}}{r^{2}}}}, където
{\displaystyle {\begin{aligned}k&={\frac {1}{4\pi \varepsilon _{0}}}={\frac {\mu _{0}\ {c_{0}}^{2}}{4\pi }}=10^{-7}\ {c_{0}}^{2}\\&=8.987\ 551\ 787\ \times 10^{9}\\\end{aligned}}}
{\displaystyle \approx 9\times 10^{9}}{\displaystyle N}{\displaystyle m^{2}}{\displaystyle C^{-2}} (също {\displaystyle m}{\displaystyle F^{-1}})
Законът на Кулон е първият открит закон за електромагнитните явления, формулиран количествено на математически език. С неговото откриване започва развитието на съвременната наука за електромагнетизма.

## История
Древните култури около Средиземно море са знаели, че някои предмети, например пръчки от кехлибар, след като се натъркат с котешка козина, започват да привличат леки предмети, като пера и хартия. Талес от Милет прави първото записано описание на статичното електричество около 600 г. пр.н.е., когато забелязва, че натриването на кехлибар му придава свойството да привлича леки предмети.
През 1600 г. английският учен Уилям Гилбърт прави внимателно проучване на електричеството и магнетизма, като разграничава естествено намагнитените минерали от статичното електричество, получено от триенето на кехлибар. Той измисля новолатинската дума electricus („от кехлибар“ или „като кехлибар“, от ἤλεκτρον [ elektron ], гръцката дума за „кехлибар“) за назоваване на свойството да на кехлибара да привлича малки предмети, след като е бил натрит. Тази асоциация поражда английските думи „електричество“ и „електрически“, които се появяват за първи път отпечатани в книгата Pseudodoxia Epidemica от Томас Браун.
Ранните изследователи от 18 век, които предполагат, че електрическата сила намалява с разстоянието, както силата на гравитацията (т.е. като обратния квадрат на разстоянието), включват Даниел Бернули  и Алесандро Волта, и двамата измерват силата между плочите на кондензатор и Франц Епин, който е предположил закона за обратния квадрат през 1758 г.
Въз основа на експерименти с електрически заредени сфери, Джоузеф Пристли от Англия е сред първите, които предлагат, че електрическата сила следва закон на обратната квадратура, подобен на закона на Нютон за универсалната гравитация. Той обаче не обобщава и не доразвива това. През 1767 г. той изказва предположение, че силата между зарядите се променя като обратния квадрат на разстоянието.

## Торзионната везна на Кулон
През 1769 г. шотландският физик Джон Робисън обявява, че според неговите измервания силата на отблъскване между две сфери със заряди от един и същ знак е пропорционална на x −2.06.
В началото на 1770-те години зависимостта на силата между заредените тела както от разстоянието, така и от заряда вече е била открита, но не е публикувана от Хенри Кавендиш от Англия.
И накрая, през 1785 г. френският физик Шарл Огюстен дьо Кулон публикува първите си три доклада за електричество и магнетизъм, където заявява своя закон. Тази публикация е от съществено значение за развитието на теорията на електромагнетизма. Той използва торзионна везна, за да проучи силите на отблъскване и привличане на заредени частици и определя, че големината на електрическата сила между две точкови заряди е право пропорционална на произведението на зарядите и обратно пропорционална на квадрата на разстоянието между тях.
Торзионната везна се състои от пръчка, окачена в средата на тънко влакно. Влакното действа като много слаба торзионна пружина. В експеримента на Кулон торзионната везна е с изолационен прът с метално покрито кълбо, прикрепено към единия край, окачено от копринена нишка. Топката е заредена с известен заряд статично електричество и близо до нея е поднесена втора заредена топка със същата полярност. Двете заредени топки се отблъскват, усуквайки влакното до определен ъгъл, който може да се отчете по скалата на инструмента. Знаейки колко голяма сила е необходима за усукване на влакното до определен ъгъл, Кулон успява да изчисли силата, действаща между заредените топки и така да изведе своя закон за обратната пропорционалност на квадрата на разстоянието.